# 1093 w polityce

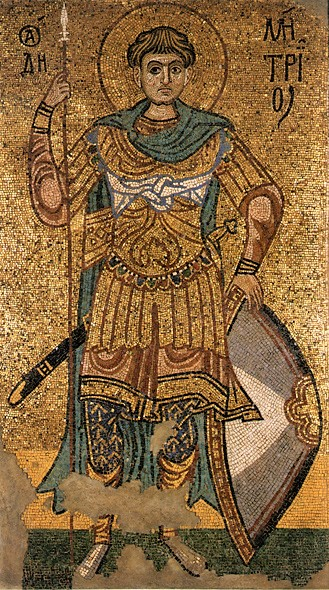
Światopełk II Michał

Wydarzenia polityczne w 1093 roku.

## Wydarzenia
- Klęska Sieciecha, Brzetysław II ingeruje w wewnętrzne sprawy Polski[1][2]
- Światopełk II Michał zostaje księciem kijowskim[3].
- 13 listopada bitwa pod Alnwick. Król Szkocji Malcolm III ginie w walce z Anglikami[4].

## Urodzili się
- Konrad III Hohenstauf, król Niemiec[5][6][7].